# St Ives (Cornouailles)
Pour les articles homonymes, voir St Ives.

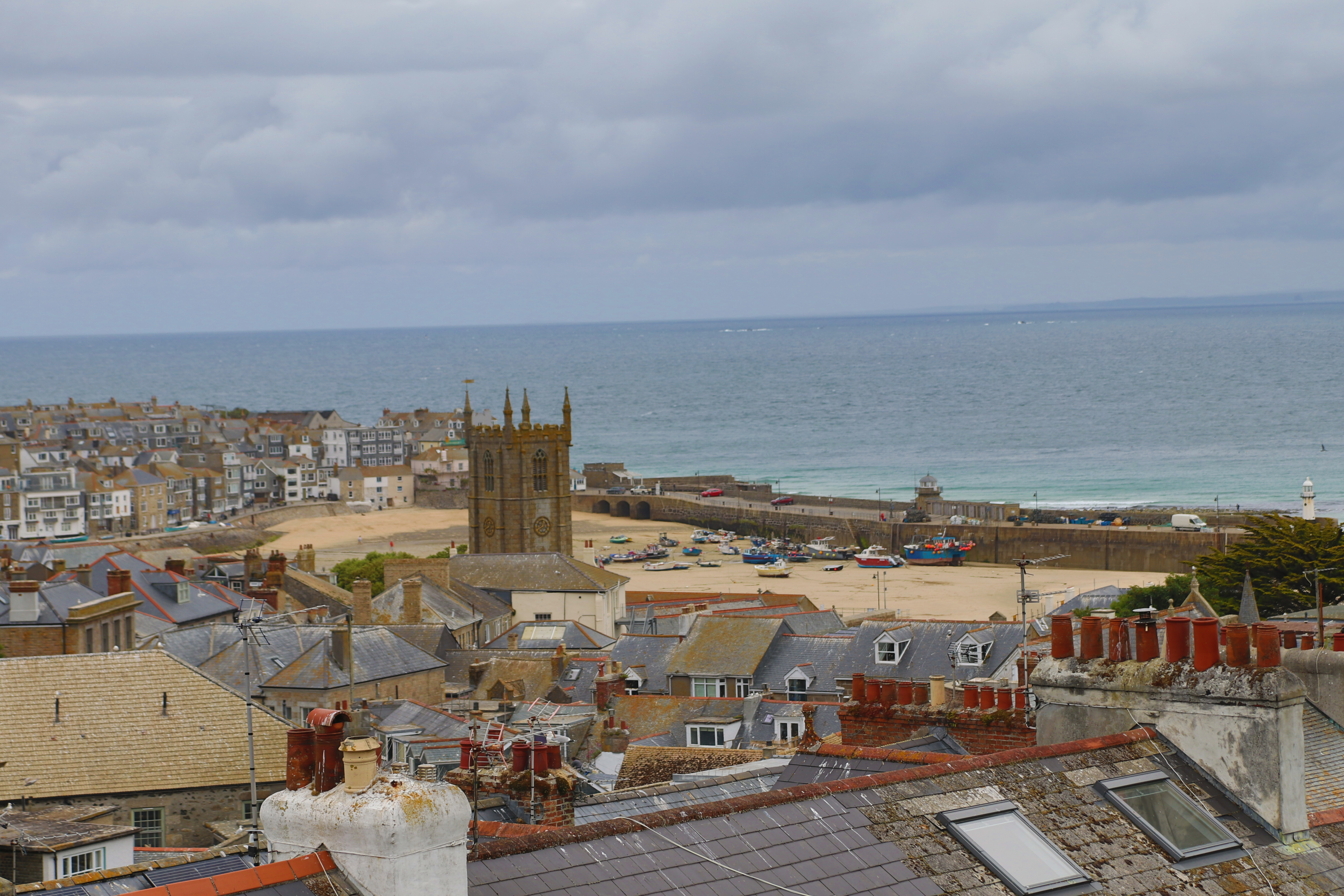
St Ives Cornwall

St Ives est une ville de Cornouailles, appelée Porthia (le port de Ia) en cornique.
Cette ville côtière, en baie de St Ives, commune du district de Penwith est située au nord de Penzance et à l'ouest de Camborne. Autrefois port de pêche, elle est devenue une station balnéaire et un lieu réputé pour ses nombreux artistes parmi lesquels les potiers Bernard Leach ou le groupe Troïka dont on retrouve des œuvres dans le musée local, la Tate St Ives.
Au dernier recensement la ville comportait 9866 habitants.

## Histoire
Selon la légende, les origines de la ville sont attribuées à la venue de la sainte irlandaise Ia (ou Ives) de Cornouailles au Ve siècle apr. J.-C. L'église de St Ives porte le nom de la sainte et le nom même de St Ives proviendrait d'une version déformée de son nom.

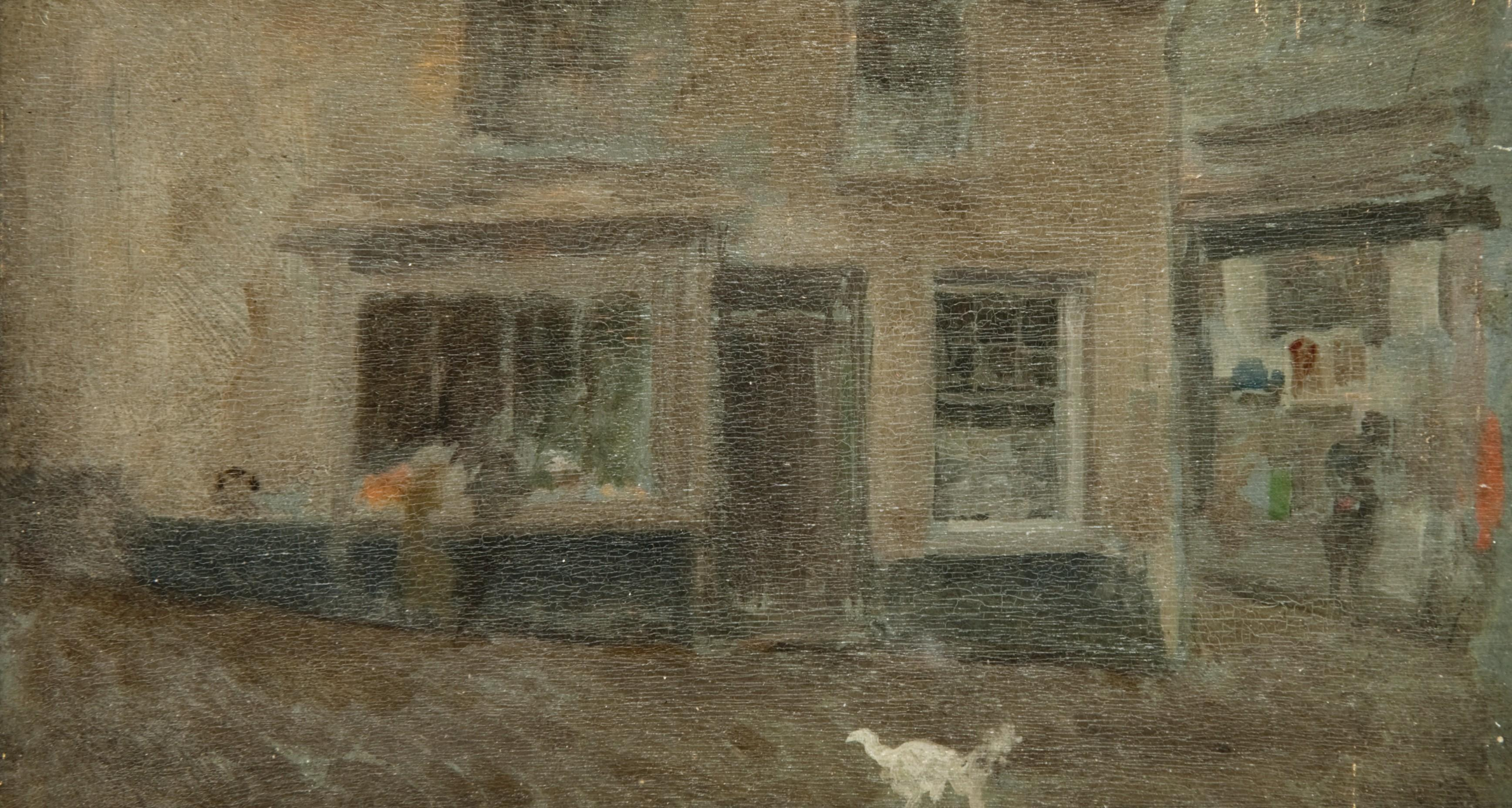
A Grey Note: Village Street, 1884
James Abbott McNeill Whistler
Glasgow, Hunterian Art Gallery

Le peintre impressionniste James Abbott McNeill Whistler a séjourné trois mois en Cornouailles en 1884, avec ses élèves Mortimer Menpes (1855-1938) et Walter Sickert (1860-1942). Il a peint une vue de l'atelier du Dr Slack à Fore Street dans « Une note grise : Village Street ». Il serait passé devant ce bâtiment chaque jour en allant de son logement à Barnoon au port. On pense que la façade de cette maison a été modifiée ultérieurement.

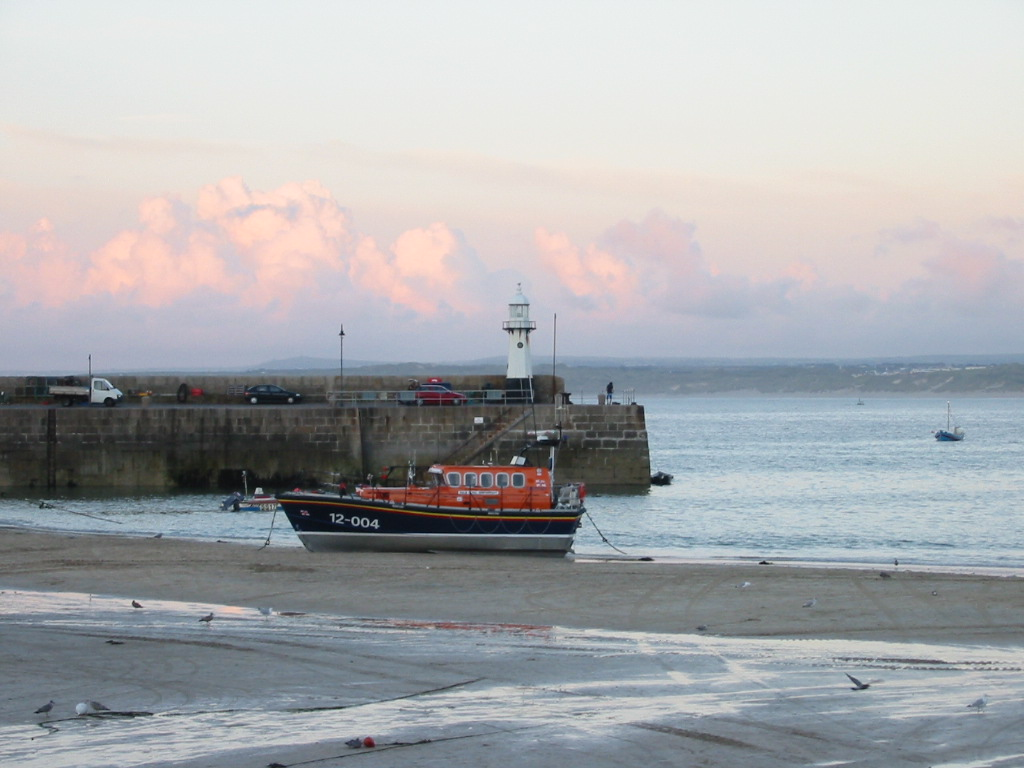
Le port de St Ives et le canot de sauvetage.

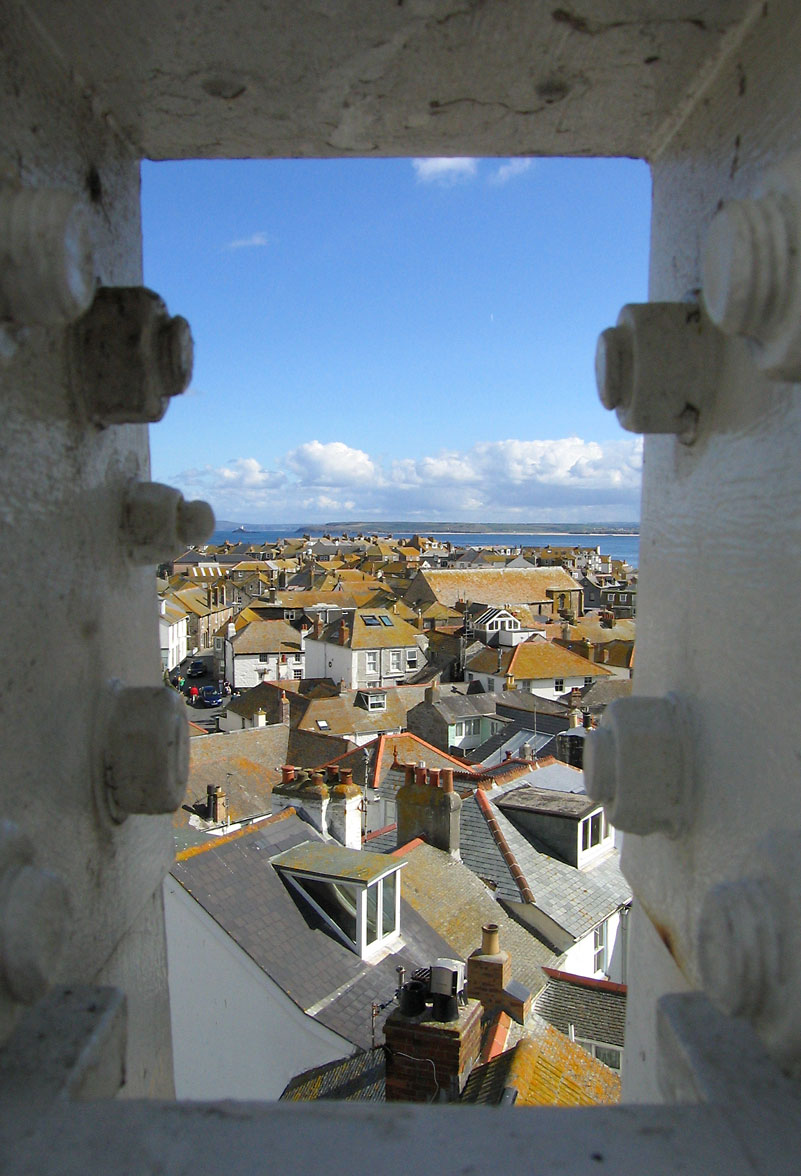
Toits vus depuis le Tate St Ives.

## Plages
- Porthmeor est une plage de surf.

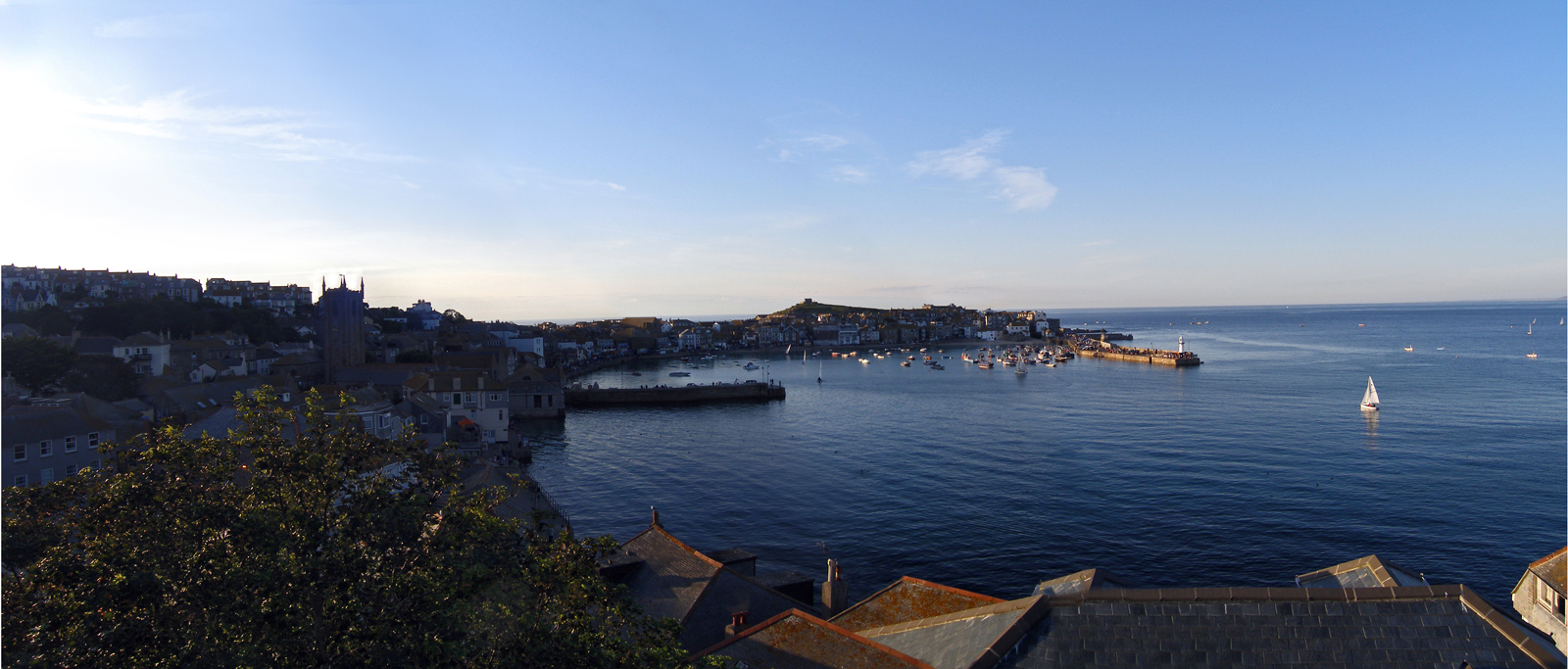
Le port de St Ives vu de l'arrêt d'autobus

- Porthgwidden, un peu plus loin derrière une colline, est bien plus petite.

## Jumelage
St Ives est jumelée avec :
- Camaret-sur-Mer, en Bretagne

## Personnalités liées à la ville
- Virginia Woolf passait ses vacances à St Ives, lorsqu'elle était enfant. La région a été source d'inspiration pour son roman La Promenade au phare (1927). Le phare du roman est situé sur l'île de Godrevy.

- Barbara Hepworth (1903-1975), sculptrice et artiste peintre britannique, y est morte ;
- Peter Lanyon (1918-1964), peintre de paysages de Cornouailles devenu une des figures majeures de l’Abstraction britannique, y est né ;
- George Lloyd (1913-1998), compositeur, y est né ;
- Robert Whitaker McAll (1821-1893), pasteur anglo-écossais, fondateur à Belleville en 1871 de la Mission populaire évangélique, y est né ;
- Marmaduke Pickthall (1875-1936), érudit islamique occidental, célèbre pour sa traduction anglaise du Coran (1930), y est morte ;
- Jonathan Toup (1713-1785), philologue, y est né.

### Crédit d'auteurs
- (en) Cet article est partiellement ou en totalité issu de l’article de Wikipédia en anglais intitulé « St Ives, Cornwall » (voir la liste des auteurs).